# Повествовательный архетип
Архетипы — часто повторяющиеся образы, сюжеты, мотивы в различных типах повествований: фольклорных и литературных произведениях, операх, кинофильмах, телесериалах и т. д.
В середине XX века в западных странах был распространён архетипический подход к анализу литературных и иных повествовательных структур, заключавшийся в идентификации и сопоставлении заключённых в них архетипов. Наиболее влиятельным представителем данного подхода был канадский литературовед Нортроп Фрай.

## Архетипические персонажи
Архетипический персонаж — устойчивый, шаблонный тип персонажа, который служит для аудитории (читателей, зрителей, слушателей) удобным ориентиром и мгновенно считывается благодаря регулярной повторяемости в самых разных повествованиях и культурных традициях. Примерами могут служить хитрый плут, прекрасный принц и беспомощная красавица. На использовании упрощённых, одномерных типажей (Пьеро, Панталоне, Пульчинелла и т.д.) была построена вся комедия дель арте.

## Архетипические сюжеты
Архетипические сюжеты — это фундаментальные, повторяющиеся модели историй, отражающие базовые человеческие переживания, конфликты и мечты. Примеры архетипических сюжетов, которые приводит Кристофер Букер в книге «Семь основных сюжетов»:
- Путешествие героя (мономиф, квест): герой покидает обычный мир, проходит испытания, встречает союзников и врагов, достигает цели (или терпит поражение), меняется внутренне и возвращается домой с новыми знаниями/силой. Классические примеры: Орфей и Эвридика, «Одиссея», Эпос о Гильгамеше, «Божественная комедия», «Звёздные войны», «Властелин Колец». Многие исследователи (Пропп, Кэмпбелл, Воглер) считают квест основным и первичным сюжетным архетипом.
- Борьба добра и зла: классическое противостояние светлых и тёмных сил, часто с моральным уроком. Протагонист (воплощающий добро) сражается с антагонистом (воплощающим зло) ради спасения мира (людей, идеала). Часто встречается в эпосе, Библии, сказках, фэнтези, историях о супергероях («Семь самураев», Гарри Поттер и многие другие). Кульминацией нередко выступает истребление героем чудовища (мифы о Персее и Тезее, «Беовульф», чудо Георгия о змие и т. д.).
- «Из грязи в князи»: cлабый, угнетенный герой (часто сирота, падчерица) благодаря доброте, таланту или помощи волшебных сил преодолевает невзгоды и достигает успеха, признания, любви. Классические примеры: Алладин, Золушка, «Гадкий утёнок», Джейн Эйр, Дэвид Копперфилд.
- Трагедия (по Аристотелю): герой (обычно сильный и благородный) имеет трагический изъян (гибрис = гордыня, амбиции, страсть), который ведет его к неверным решениям, конфликту с судьбой или обществом и в итоге к гибели / краху. Классические примеры: Эдип, Гамлет, Макбет, Евгений Онегин, Анна Каренина.
- Возвращение домой / ностальгия: герой, долго отсутствовавший (на войне, в путешествии, изгнании), возвращается в родные места, сталкивается с изменениями, прошлыми обидами, необходимостью заново обрести себя и свое место. Классические примеры: «Одиссея», «Улисс», «Отцы и дети», «Тихий Дон».

Помимо архетипических сюжетов, можно говорить о существовании архетипических сюжетных ситуаций. Жорж Польти ещё в 1895 году насчитал в литературе 36 стандартных драматических ситуаций. Примером может служить любовный треугольник — конфликт, возникающий из-за романтических чувств между тремя персонажами, часто с элементами ревности, предательства, выбора.
Миграционная школа XIX века (Теодор Бенфей, Александр Веселовский и др.) пыталась объяснить сходство многих фольклорных сюжетов (прежде всего сказочных) их движением по Великому шёлковому пути от народа к народу. Такие заимствованные сюжеты стали называться бродячими. В рамках данного подхода Антти Аарне составил указатель сюжетов фольклорной сказки, уточнённый и расширенный последующими фольклористами.

## Архетипические мотивы
В рамках сравнительно-мифологической школы установлено, что у народов на разных концах Евразии широко повторяются такие мотивы, как сотворение человека, первый человек, миф о потопе, миф об умирающем и воскресающем боге, ось мира, подземный мир, конец времён. Влиятельный свод данных по сравнительной мифологии публиковался с 1890 по 1915 год Дж. Фрэзером под названием «Золотая ветвь».
В исследованиях Юрия Берёзкина рубежа XX и XXI веков было показано, что мифологические мотивы Восточной Азии, Океании и Америки, а также различных областей Африки обладают значительной спецификой. По состоянию на 2020 год группа Берёзкина собрала в базу данных 2264 повествовательных мотивов из фольклора 934 народов мира.
Владимир Пропп в классическом труде «Морфология сказки» (1928) на примере одного типа сюжета — волшебной сказки — продемонстрировал, что под поверхностью бесконечного разнообразия сказочных сюжетов лежит устойчивая, повторяющаяся, глубокая, универсальная структура из архетипических функций и ролей. Он выделил ограниченный набор повествовательных функций (всего 31), выполняемых персонажами в определенной последовательности.

## Исследование архетипов
Согласно Роберту Сигалу, общие черты героических мифов анализировались как минимум с 1871 года, когда антрополог Э. Б. Тайлор обратил внимание на универсальные закономерности в сюжетах о странствиях героев. В 1876 году И. Г. Хан составил перечень стандартных ситуаций индоевропейской мифологии. Находки сравнительной мифологии дополнили психоаналитик Отто Ранк (в 1909 году) и антрополог-любитель лорд Реглан (в 1936 году): оба составили собственные списки мотивов, часто встречающихся в рассказах о героях разных народов, в том числе и мифических.  
Проблема художественного преломления архетипов в литературном произведении особенно привлекала внимание исследователей XX века. В соответствии с созданной К. Г. Юнгом аналитической психологией архетипические первообразы, праформы, или, в окончательном варианте их названия, архетипы, в совокупности образующие «коллективное бессознательное», сопровождают человека на протяжении веков и проявляются в образах, персонажах и сюжетах мифологии, религии, искусстве. Множество литературно-художественных образов и/или мотивов вырастает из определённого архетипического ядра, концептуально обогащая его первоначальную «схему», «систему кристалла» (К. Г. Юнг).
В первой половине XX века, в русле психоаналитических штудий З. Фрейда, выявление отголосков мифопоэтического сознания на различных культурных уровнях становится едва ли не доминирующим (мифоритуальный подход Дж. Дж. Фрэзера, этнографический — Л. Леви-Брюля, символологический — Э. Кассирера, структурная антропология К. Леви-Стросса). Мифологическая критика второй половины XX века выстраивает свои изыскания в русле двух концепций — условно говоря, фрэзеровской (мифо-ритуальная) и юнгианской (архетипическая). Представители ритуально-мифологической школы — М. Бодкин (Англия), Н. Фрай (Канада), Р. Чейз и Ф. Уотс (США), — во-первых, занимались обнаружением в литературно-художественных произведениях сознательных и бессознательных мифологических мотивов и, во-вторых, уделяли большое внимание воспроизведению ритуальных схем обрядов инициации, эквивалентных, по их представлениям, психологическому архетипу смерти и нового рождения.
В этот же период в литературоведении крепнет осознание того, что не менее важным в анализе литературно-художественного произведения становится не столько реконструкция мифопоэтического пласта, сколько определение идейной нагрузки тех или иных архетипических составляющих. Уже сама М. Бодкин отмечает парадигму изменений базовых архетипов, своего рода перерастание их в ходе историко-литературного развития в литературные формы, где важнейшей чертой становится типологическая повторяемость («длинные линии», как назвала их исследовательница). Вслед за Бодкин о высокой степени обобщения и типологической устойчивости литературного архетипа говорит А. Ю. Большакова. Юнговскую интерпретацию архетипа в литературоведении советского периода рассматривали С. С. Аверинцев (статья «„Аналитическая психология“ К.-Г. Юнга и закономерности творческой фантазии») и Е. М. Мелетинский (книга «Поэтика мифа»).
Исследователи приходят к выводу, что термин «архетип» обозначает наиболее общие, фундаментальные и общечеловеческие мифологические мотивы, которые лежат в основе любых художественных и мифологических структур «уже без обязательной связи с юнгианством как таковым». Е. М. Мелетинский («Поэтика мифа», «Аналитическая психология и проблема происхождения архетипических сюжетов»), А. Ю. Большакова («Теория архетипа на рубеже XX—XXI вв.», «Литературный архетип») полагают, что в XX веке развивается тенденция к переходу от сугубо мифологического и психологического осмысления архетипа к принятию модели литературного архетипа.

### Модели литературного архетипа
По определению литературоведа А. Ю. Большаковой, литературный архетип — это «сквозная», «порождающая модель», которая, несмотря на то, что она обладает способностью к внешним изменениям, таит в себе неизменное ценностно-смысловое ядро. В своей статье «Литературный архетип» она выделяет несколько значений «архетипа» как литературной категории:
1. писательская индивидуальность (например, о Пушкине ученые говорят как об «архаическом архетипе поэта»);
2. «вечные образы» (Гамлет[15], Дон Жуан, Дон Кихот);
3. типы героев («матери», «дитяти» и т. д.);
4. образы — символы, часто природные (цветок, море).

Одним из основных свойств литературного архетипа является его типологическая устойчивость и высокая степень обобщения. По мнению А. А. Фаустова, архетип может обозначать «универсальный образ или сюжетный элемент, или их устойчивые сочетания разной природы и разного масштаба (вплоть до авторских архетипов)».
В литературных произведениях XX века на первое место выступает преобразующее авторское начало, а мифопоэтическое и психологическое ядро того или иного архетипа испытывает всё большее концептуальное «напряжение» всей системы художественных координат. Под воздействием исторических и общественных перемен литературный архетип всё чаще являет актуальный смысл, «встроенный» в художественный замысел и реализуемый в произведении. Примерами фундаментальных архетипов на психологическом и на общекультурном уровнях могут служить понятия «дом», «дорога» и «ребёнок». Эти архетипические начала, судя по их частотности, представляются господствующими и в литературно-художественном произведении.